# Curación del hombre con una mano seca

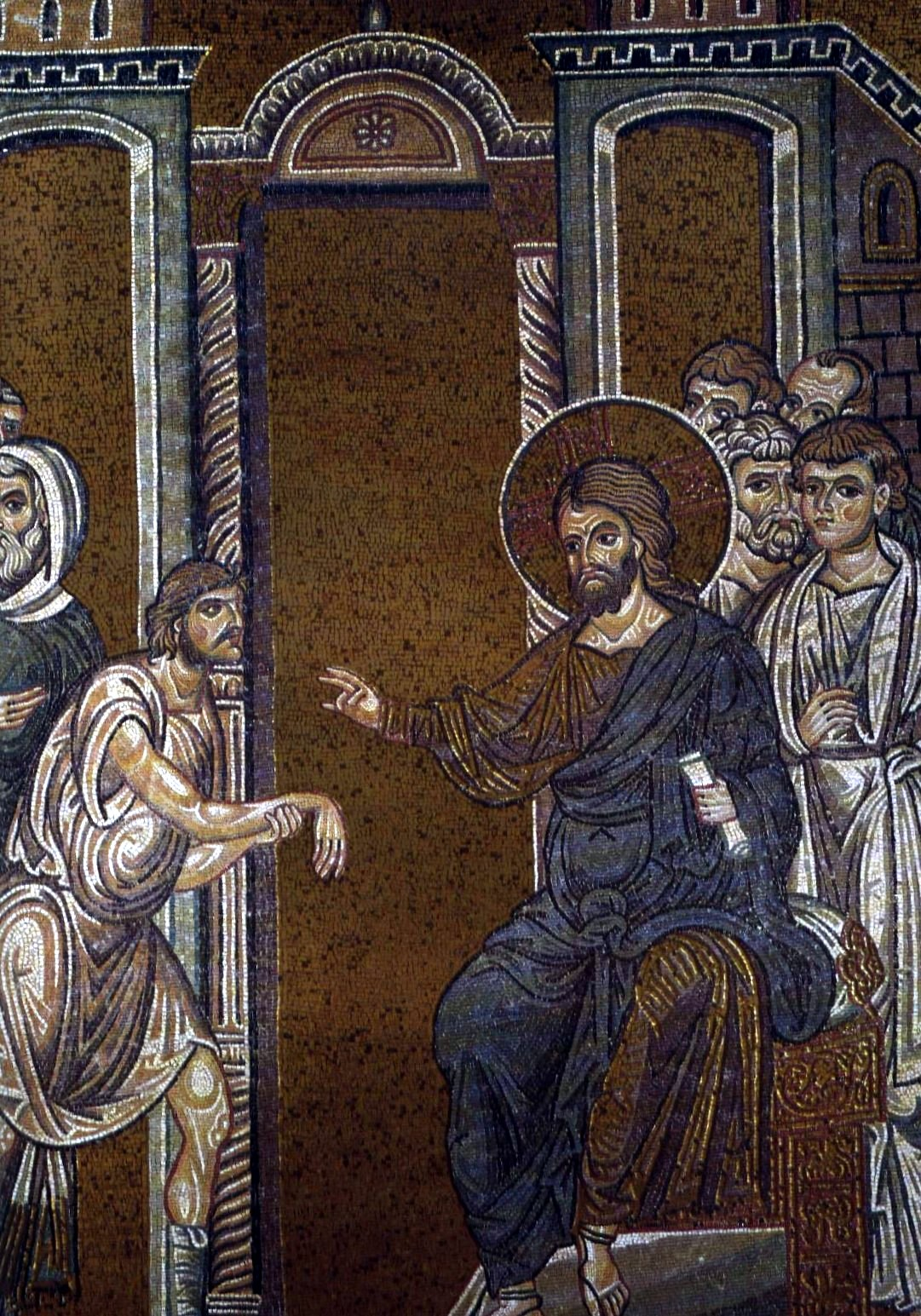
Cristo curando al hombre de la mano seca, mosaico bizantino

Jesús realizó la curación de un hombre con una mano seca en sábado, día de descanso para los fariseos y los maestros de la ley, en uno de sus  milagros narrados en los Evangelios, concretamente en Mateo 12: 9-13 , Marcos 3:1-6 y Lucas 6; 6-11. por lo que estos buscaban un motivo para acusarle a Jesus, así que lo vigilaban de cerca para ver si curaba en sábado.

## Textos bíblicos
- Texto según san Mateo (Mateo 12; 9-13)

Cuando salió de allí, entró en su sinagoga donde había un hombre que tenía una mano seca. Y le interrogaban para acusarle: —¿Es lícito curar en sábado? Él les respondió: —¿Quién de vosotros, si tiene una oveja, y el sábado se le cae dentro de un hoyo, no la agarra y la saca? Pues cuánto más vale un hombre que una oveja. Por tanto, es lícito hacer el bien en sábado. Entonces le dijo al hombre: —Extiende tu mano. Y la extendió y quedó sana como la otra. Al salir, los fariseos se pusieron de acuerdo contra él, para ver cómo perderle.

- Texto según san Marcos (Mateo 3; 1-6)

De nuevo entró en la sinagoga. Había allí un hombre que tenía la mano seca. Le observaban de cerca por si lo curaba en sábado, para acusarle. Y le dice al hombre que tenía la mano seca: —Ponte de pie en medio. Y les dice: —¿Es lícito en sábado hacer el bien o hacer el mal, salvar la vida de un hombre o quitársela? Ellos permanecían callados. Entonces, mirando con ira a los que estaban a su alrededor, entristecido por la ceguera de sus corazones, le dice al hombre: —Extiende la mano. La extendió, y su mano quedó curada. Nada más salir, los fariseos con los herodianos llegaron a un acuerdo contra él, para ver cómo perderle.

- Texto según san Lucas (Lucas 6; 6-11)

Otro sábado entró en la sinagoga y se puso a enseñar. Y había allí un hombre que tenía seca la mano derecha. Los escribas y los fariseos le observaban a ver si curaba en sábado, para encontrar de qué acusarle. Pero él conocía sus pensamientos y le dijo al hombre que tenía la mano seca: —Levántate y ponte en medio. Y se levantó y se puso en medio. Entonces Jesús les dijo: —Yo os pregunto: ¿es lícito en sábado hacer el bien o hacer el mal, salvar la vida de un hombre o perderla? Entonces, mirando a todos los que estaban a su alrededor, le dijo al que tenía la mano seca: —Extiende tu mano—. Él lo hizo, y su mano quedó curada. Ellos se llenaron de rabia y comenzaron a discutir entre sí qué harían contra Jesús.

## Interpretación de la Iglesia  católica
Con este milagro, Jesús corrobora su enseñanza asegurando que es lícito hacer el bien en sábado y ninguna ley puede oponerse a la realización del bien. Por lo tanto rechaza la falsa interpretación que hacen los fariseos, que están obsesionados con la letra de la ley aún a costa del honor de Dios y de hacer el bien a los hombres.
Los propios fariseos  en una terrible contradicción, ya que se escandalizan de que el Señor haga el bien en sábado pero no les importa ni tienen inconveniente en organizar su muerte, aunque sea en sábado.
Los  Santos padres de la Iglesia enseñan a descubrir el hondo sentido espiritual de las palabras del señor, aún de la que puedan parecer más irrelevantes a primera vista. En este sentido  san Ambrosio comenta la corta frase de Jesús, «extiende tu mano», de la siguiente manera: 

Esta medicina es común y general (...). Extiéndela muchas veces, favoreciendo a tu prójimo; defiende de cualquier injuria a quien veas sufrir bajo el peso de la calumnia, extiende también tu mano al pobre que te pide; extiéndela también al Señor, pidiéndole el perdón de tus pecados; así es como debe extenderse la mano y así es como se cura.

Respecto a los fariseos que no quieren responder a la pregunta del Señor y ante la dureza de corazón al ver el milagro y no creer,  san Cirilo comenta:

¡Oh fariseo!, vés al que hace cosas prodigiosas y cura a los enfermos en virtud de un poder superior y tú proyectas su muerte por envidia.